# Carmen Stadelhofer
Carmen Stadelhofer (* 9. Juli 1947 in Frankfurt am Main) ist eine deutsche Pädagogin und Wissenschaftlerin. Sie war bis Ende 2012 Geschäftsführerin des ZAWiW an der Universität Ulm. Stadelhofer erhielt im September 2009 das Bundesverdienstkreuz, im Juli 2013 die Bürgermedaille der Stadt Ulm für ihre Arbeit im Bereich der wissenschaftlichen Weiterbildung älterer Menschen und im September 2015 die Medaille der Universität Ulm. Zudem hat sie zahlreiche wissenschaftliche Publikationen veröffentlicht. Am 19. April 2024 zeichnete Ministerpräsident Winfried Kretschmann sie mit dem Verdienstorden des Landes Baden-Württemberg aus.

## Leben
Carmen Stadelhofer absolvierte ein Studium der Germanistik, Romanistik und Pädagogik für das höhere Lehramt in Mannheim und Freiburg mit mehreren Studien- und Arbeitsaufenthalten in Frankreich und Italien.
Nach dem Studium folgte zunächst wissenschaftliche Tätigkeit an der Universität Mannheim, 1978 ein Referendariat und von 1979 bis 1984 war sie Lehrerin an der Gesamtschule Mannheim-Herzogenried.
Von 1984 bis 2012 war sie an der Universität Ulm in verschiedenen Arbeitsbereichen tätig. 1984 bis 1994 war Stadelhofer mitverantwortlich für die Ausbildung von Lehramtsstudierenden am Seminar für Pädagogik der Universität Ulm.
Im Jahr 1987 bis 1994 war sie wissenschaftliche Leiterin des Modellprojektes „Frauenakademie“ an der Ulmer Volkshochschule.
Von März 1994 bis Dezember 2012 war sie Leiterin der Geschäftsstelle des Zentrums für Allgemeine Wissenschaftliche Weiterbildung (ZAWiW) der Universität Ulm. Auch nach ihrer Pensionierung ist sie im Bereich der Seniorenbildung ehrenamtlich aktiv und koordiniert als Vorsitzende des Instituts ILEU e. V. das europäische Bildungsnetzwerk „Danube-Networkers for Europe e.V.“ (DANET) und verschiedene europäische Projekte.
Seit März 2022 ist ILEU e. V. unter dem Motto „Zusammen in Ulm“ in der Ukrainehilfe für Geflüchtete tätig und organisiert u. a. Bildungsangebote und integrative Projekte für Ukrainer im Großraum Ulm.

## Forschungstätigkeit
Forschungsschwerpunkte sind die Entwicklung innovativer Methoden in der allgemeinen Erwachsenenbildung, u. a. in den Bereichen Frauenbildung und Menschen im dritten Lebensalter sowie die Vorbereitung älterer Menschen auf neue Aufgaben und Tätigkeitsfelder.
Im Mittelpunkt ihrer Forschungstätigkeit steht dabei, die Eigenleistung der älteren Erwachsenen hervorzuheben und deren Kompetenz und Produktivität in den Mittelpunkt zu stellen. Dabei stehen als methodisch-didaktische Konzepte aktivierende Lernformen (virtuelles Lernen, forschendes Lernen, selbstgesteuertes Lernen) im Vordergrund.

## Europäische Zusammenarbeit und weitere Netzwerke
1995 initiierte sie das informelle europaweite Netzwerk European Network "Learning in Later Life (LiLL)" und leitete dessen Koordinierungsstelle am ZAWiW.
2008 initiierte sie das informelle europaweite Netzwerk „Danube-Networkers“ for Seniors‘ Education, Social Participation and Intergenerational Dialogue.
Stadelhofer war Vize-Präsidentin und Mitglied des Verwaltungsbeirats der Association Internationale des Universités du Troisième Age (A.I.U.T.A.) (bis 2014) und von 1998 bis 2013 Vorstandsmitglied der Bundesarbeitsgemeinschaft Wissenschaftliche Weiterbildung älterer Menschen (BAG WiWA) in Deutschland; von 2002 bis 2016 war sie Vorsitzende des bundesweiten Vereins „Virtuelles und reales Lern- und Kompetenz-Netzwerk älterer Erwachsener e.V.“ (ViLE).
Ebenfalls seit 2002 ist sie Vorsitzende des Vereins „Institut für virtuelles und reales Lernen in der Erwachsenenbildung an der Universität Ulm (ILEU) e.V.“ und seit 2014 Vorsitzende des Europäischen Bildungsnetzwerks "Danube Networkers for Europe e.V." (DANET).

## Projekte
In der europäischen und nationalen Arbeit steht Projektarbeit im Vordergrund. Das Institut ILEU e.V. engagiert sich in zusammen mit wissenschaftlichen und zivilgesellschaftlichen Organisationen in gemeinsamen Projekten. Kernthemen sind das Lernen in den unterschiedlichen Lebensphasen, gesellschaftliche Partizipation und intergenerationeller Dialog über die Grenzen hinweg und die Entwicklung und Erprobung innovativer Bildungsangebote für Erwachsene mit Schwerpunkt auf virtuellem Lernen im Bereich der allgemeinen wissenschaftlichen Weiterbildung.
Seit 1986 verantwortlich für die Konzeptionierung, Durchführung und Evaluierung zahlreicher Projekte im Sinne der Aktionsforschung auf regionaler, nationaler und internationaler Ebene:
- 1987–1994 als Akademische Oberrätin am Seminar für Pädagogik der Universität Ulm
- 1994–2012 als Akademische Direktorin, Leiterin des Wissenschaftlichen Sekretariats / der Geschäftsstelle des Zentrums für Wissenschaftliche Weiterbildung an der Universität Ulm (ZAWiW)
- Seit 2002 Vorsitzende des Vereins Institut für virtuelles und reales Lernen in der Erwachsenenbildung an der Universität Ulm (ILEU) e. V.
- Seit 2014 Vorsitzende des Vereins Danube-Networkers for Europe (DANET) e. V.

## Projekte von ILEU e.V.
Der Verein engagiert sich in gemeinsamen regionalen, nationalen und internationalen Projekten unter Nutzung verschiedener digitaler Tools. Themenschwerpunkte sind Lernen im dritten Lebensalter, gesellschaftliche Partizipation und generationenübergreifender Dialog über die Grenzen hinweg. Ziel ist es, einen Beitrag zur Überwindung der mentalen Barrieren zwischen den europäischen und Donau-Nachbarn, insbesondere denen Ost- und Westeuropas, zu leisten und das Bewusstsein für ein friedliches und solidarisches Europa zu fördern. Während der Corona-Pandemie entstanden dabei auch gezielt Projekte und Initiativen, um gegen Einsamkeit und Isolation einzuwirken wie „Virtuell verbunden – Seniorinnen und Senioren in Baden-Württemberg“ und die internationalen Online-Konferenzen „Come together connecting cultures!“.
Derzeitige zentrale Projekte sind der Aufbau der Online-Plattform vima-danube.eu, das Projekt Danect und die Veranstaltungen und Initiativen im Rahmen der Ukrainehilfe „Zusammen in Ulm“.

## Ehrungen
- 2009 Bundesverdienstkreuz
- 2013 Bürgermedaille der Stadt Ulm
- 2013 Medaille der Universität Ulm
- 2015 European Citizen Prize des Europäischen Parlaments
- 2018 1. Preis des Europäischen Wirtschafts- und Sozialausschusses (EWSA) für das Projekt "Bread Connects"
- 2024: Verdienstorden des Landes Baden-Württemberg[7]

## Publikationen (Auswahl)
- Stadelhofer Carmen, Körting Gabriela: Danube-Networkers – A Network of Seniors’ Education and Social Participation along the Danube, in Zeitschrift für Internationale Bildungsforschung und Entwicklungspädagogik 3/2012, Dezember 2012, S. 29–32.
- Stadelhofer, Carmen (Hrsg.): Mastering older age! Inspiring role models of women 70+ from Austria, Bulgaria, Germany, Italy, Lithuania and Czech Republic, interviewed by women 50+, Neu-Ulm, 2012, 146 S.
- Markus Marquard, Marlis Schabacker-Bock, Carmen Stadelhofer (Hrsg.): Intergenerationelles Lernen als Teil einer lebendigen Stadtkultur. Ulm 2011
- Markus Marquard, Marlis Schabacker-Bock, Carmen Stadelhofer: Alt und Jung im Lernaustausch. Weinheim 2008
- Carmen Stadelhofer (Hrsg.): Forschendes Lernen als Beitrag zu einer neuen Lernkultur im Seniorenstudium. Neu-Ulm 2006.
- Carmen Stadelhofer, Gabriela Körting (Hrsg.): Seniorstudierende online. Mössingen-Talheim 2000
- Carmen Stadelhofer: Selbstgesteuertes Lernen und neue Kommunikationstechnologien. Gutachten für das BMBF, Mai 1998. In: Günther Dohmen u. a.: Weiterbildungsinstitutionen, Medien, Lernumwelten. Rahmenbedingungen und Entwicklungshilfen für das selbstgesteuerte Lernen. Hrsg. vom Bundesministerium für Bildung und Forschung, Bonn 1999, S. 147–208.
- Carmen Stadelhofer (Hrsg.): Kompetenz und Produktivität im dritten Lebensalter. Der Beitrag der wissenschaftlichen Weiterbildung zur Vorbereitung von Menschen im dritten Lebensalter auf neue Tätigkeitsfelder und neue Rollen in Gesellschaft, Wirtschaft und Bildung. Ein europäischer Vergleich und Austausch, mit eigenen Beiträgen, Bielefeld 1996
- Herbert Hertramph, Carmen Stadelhofer (Hrsg.): Alternativen. Neue Wege in der Erwachsenenbildung, mit eigenen Beiträgen. Vaas Verlag, Langenau 1992
- Herbert Hertramph, Carmen Stadelhofer: „Ich hab’ noch viel vor …!“ Eine Studie über Weiterbildungsinteressen im dritten Lebensabschnitt. Eine Studie in der Region Ulm. Universitätsverlag, Ulm 1991
- Herold Scheffelmeier, Carmen Stadelhofer: Im Zwiespalt … Weiterbildungsbedürfnisse von Familienfrauen. Eine Studie in der Region Ulm. Ulm 1990

### Presseartikel
- Begegnungen bringen weiter, SpaZZ
- Wissenschaftlerinnen des ZAWiW
- Campus/Uni Ulm intern/Nov 2015: C.Stadelhofer erhält die Unimedaille
- SWP 29.09.2015 Medaille für zwei Uni-Charaktere
- SWP 12.03.2013 Frau mit Widerstandspotenzial
- 07.07.2009 Pressemitteilung der Uni Ulm/Bundesverdienstkreuz für Carmen Stadelhofer
- SWP 21.04.2005 Fit hält auch die Neugier